# Щирба Микола
Мико́ла Щи́рба (1902, Лотув—1984, Ялта) — політичний діяч КПЗУ родом з Холмщини, репресований польською владою.

## Життєпис
У 1956—1972 роках — головний редактор і заступник головного редактора тижневика «Наше Слово» (Варшава), де заступав прорадянську і урядовопольську лінію.
Статті про український комуністичний рух проти українських націоналістів і польських шовіністів (зокрема, про польські поліційні батальйони на німецькій службі на Волині). Автобіографічні оповідання під псевдонімом М. Тарасенко.